# Saritaea magnifica
Saritaea magnifica är en katalpaväxtart som först beskrevs av William Bull, och fick sitt nu gällande namn av Armando Dugand. Saritaea magnifica ingår i släktet Saritaea och familjen katalpaväxter. Inga underarter finns listade i Catalogue of Life.